# Козлина, Миладин
Миладин Козлина (словен. Miladin Kozlina, род. 11 февраля 1983 года в Целе) — словенский гандболист, выступающий на позициях левого защитника и левого полусреднего за немецкий клуб «Вильгельмсхафенер».

## Карьера

### Клубная
Начинал карьеру в родном городе, выступая за команду «Целе». С 2003 по 2007 годы становился неизменно чемпионом страны, в 2004, 2006 и 2007 годах выигрывал Кубок Словении; в 2004 году выиграл Лигу чемпионов ЕГФ. В команде выступал вместе с Сергем Рутенко и Сергеем Горбоке. С февраля по июнь 2011 года выступал в Германии за «Фриш Ауф» из Гёппингена, после чего переехал в Македонию, где играл за «Металург» из Скопье.
Летом 2013 года Миладин получил травму плеча и выбыл на полгода из большого гандбола, покинув расположение «Металурга». В ноябре он перешёл в стан противника скопьевцев — «Вардар». Летом 2014 года вернулся в Германию, в команду «Минден».

### В сборной
В сборной сыграл 105 игр и забил 235 голов. Участник летних Олимпийских игр 2004 года (11-е место со сборной). За сборную Словении традиционно выступает под номером 2.

## Достижения
- Чемпион Словении: 2003, 2004, 2005, 2006, 2007
- Победитель Кубка Словении: 2004, 2006, 2007
- Победитель Лиги чемпионов ЕГФ: 2004